# 和歌山県道156号加太停車場線
和歌山県道156号加太停車場線（わかやまけんどう156ごう かだていしゃじょうせん）は、和歌山県和歌山市を通る一般県道である。

## 概要
加太停車場から和歌山市加太に至る。

### 路線データ
- 起点：和歌山県和歌山市加太（南海加太線 加太駅前）
- 終点：和歌山県和歌山市加太（和歌山県道7号粉河加太線交点）
- 実延長：52 ｍ

## 歴史
本路線は、道路法（昭和27年法律第180号）第7条の規定に基づき、一般県道として1959年（昭和34年）に和歌山県が第1次認定した路線のひとつである。

### 年表
- 1959年（昭和34年）5月14日 - 和歌山県が一般県道として加太停車場線を認定[1]。

## 地理

### 通過する自治体
- 和歌山県
  - 和歌山市

### 交差する道路
| 交差する道路            | 交差する場所 | 交差する場所 |
| ----------------------- | ------------ | ------------ |
| 和歌山県道7号粉河加太線 | 加太         | 終点         |

### 沿線
- 南海加太線 加太駅
- コスモパーク加太
- 和歌山市立加太中学校（終点付近）
- 和歌山市立加太小学校（終点付近）